# Nostromo Yarará
Ностро́мо Ярара́ (исп. Nostromo Yarará) — аргентинский разведывательный беспилотный летательный аппарат. Разработан и произведён кордовской фирмой Nostromo Defensa. Первый полёт состоялся в 2006 году. Состоит на вооружении ВВС Аргентины. Используется как средство обучения в новом центре подготовки по применению БЛА, созданном на авиабазе «Ко́рдова».
Производится как для нужд аргентинских военных, так и для гражданского применения, а также на экспорт.
Аппарат назван в честь южноамериканской копьеголовой змеи вида Bothrops alternatus, в Аргентине называемой «yarará».

## Конструкция
Комплекс включает в себя 3 БПЛА, приёмную наземную станцию и вспомогательное оборудование общим весом 250 килограмм. Может применяться в любое время суток для выполнения военных и гражданских задач, включая сбор информации, наблюдение и разведку.
Управление производится вручную или автоматически по заранее заданной программе. Возможны взлёт и посадка с неподготовленных ВПП. При потере связи со станцией управления аппарат переходит в автономный режим полёта, а также может благополучно совершить посадку в автоматическом режиме.
Бортовое оборудование состоит из электрооптической и инфракрасной системами наблюдения, производства IAI. Информация с борта на землю передаётся в режиме реального времени.
Двигатель спроектирован и построен британской компанией Cubewano. Этот двигатель считается первым двигателем внутреннего сгорания, который использует керосин в качестве топлива.
В 2010 году к аппарату проявили интерес ВВС Аргентины. В марте 2011 года был заключен начальный контракт на поставку трёх БПЛА.

## Лётно-технические характеристики
Источник: Aerospace America
- Размах крыла, м: 3,98
- Длина самолёта, м: 2,472
- Масса, кг
  - пустого: 15,5
  - максимальная взлётная: 30
- Тип двигателя: 1 × Cubewano
- Максимальная скорость, км/ч: 147
- Крейсерская скорость, км/ч: 115
- Дальность полёта, км: 740
- Продолжительность полёта, ч: 6
- Практический потолок, м: 3000
- Дальность передачи информации, км: 50

## Операторы
- Аргентина